# Un gros dur au cœur tendre
Pour plus de détails, voir Fiche technique et Distribution.
Un gros dur au cœur tendre (Feed the Kitty) est un court métrage d'animation traditionnelle américain réalisé par Chuck Jones, sorti en février 1952.
Appartenant à la série Merrie Melodies distribuée par Warner Bros. Cartoons, le film a été réalisé sur un scénario de Michael Maltese. Le duo composé du chien Marc-Antoine et du chaton Pussyfoot y apparaît pour la première fois.

## Intrigue
Marc-Antoine, un bouledogue imposant, s'amuse à effrayer le chaton Pussyfoot mais celui-ci, tout à sa toilette, n'a cure des aboiements déchaînés du molosse ; il grimpe avec insouciance sur son dos, où il se fait les griffes avant de s'endormir paisiblement. Interloqué puis attendri, Marc-Antoine décide d'adopter ce petit chat qui lui lèche affectueusement le museau. Or, en rentrant chez lui, le chien est sermonné par sa propriétaire, exaspérée par le désordre domestique causé par ses diverses babioles. Elle lui interdit donc fermement de ramener quoi que ce soit à la maison. Par conséquent, le bouledogue s'évertue à dissimuler le jeune et remuant félin, quitte à faire passer celui-ci pour un jouet mécanique ou une houppette à poudre.
Faute de mieux, Marc-Antoine finit par glisser Pussyfoot dans la réserve de farine. D'humeur inopportunément pâtissière, la maîtresse de maison prélève une pincée de farine avec une tasse à mesurer, enfournant par inadvertance le chaton dans un bol qu'elle remplit de lait pour préparer des cookies. Le bouledogue tente désespérément de sauver son ami par divers stratagèmes mais il ne parvient qu'à se faire jeter hors de la maison par sa maîtresse excédée. Pendant ce temps, Pussyfoot s'extirpe tout seul de la préparation, à l'insu de la femme et du chien. Lorsque Marc-Antoine se penche à la fenêtre pour observer sa maîtresse pétrir, découper et cuire la pâte, il défaille à plusieurs reprises, croyant assister au massacre du chaton.
Après avoir terminé la cuisson de ses pâtisseries, la maîtresse constate que son chien pleure à chaudes larmes dans le jardin. Comme elle le croit accablé à cause de la punition, elle lui permet de rentrer pour lui offrir en guise de consolation l'un des cookies fait maison... en forme de petit félin. Bouleversé, Marc-Antoine place le biscuit sur son dos, puis sanglote de plus belle.
Sur ces entrefaites, Pussyfoot entre dans la pièce, miaule et se blottit contre lui. Tout à sa joie de découvrir son ami en vie, le bouledogue en oublie presque sa maîtresse. Celle-ci s'avise enfin de la présence du petit chat, ce qui contraint Marc-Antoine à d'ultimes simagrées. Elle ne s'en montre plus dupe mais devant les supplications de son chien, elle lui accorde le droit de garder Pussyfoot, en soulignant sévèrement que le chaton demeure sous sa seule et entière responsabilité. Le molosse se renfrogne quelque peu à l'annonce de cette charge mais lorsque le petit félin s'endort de nouveau sur son dos, il s'émeut bien vite et borde tendrement Pussyfoot avec ses plis de peau.

## Fiche technique
- Distribution : Warner Bros. Cartoons
- Réalisation : Chuck Jones
- Production : Edward Selzer
- Animation : Ken Harris, Phil Monroe, Lloyd Vaughan et Ben Washam
- Scénario : Michael Maltese
- Musique : Carl Stalling
- Personnages : le chien Marc-Antoine, le chaton Pussyfoot et la maîtresse de Marc-Antoine
- Langue originale : anglais
- VO : Mel Blanc et Bea Benaderet
- VF : Barbara Tissier
- Durée : 7 minutes et 24 secondes
- Pays :  États-Unis
- Sortie : 2 février 1952

## Distribution
- Mel Blanc : le bouledogue Marc Anthony, le chaton Pussyfoot
- Bea Benaderet : Maîtresse de Marc Anthony

## Distinctions
Un gros dur au cœur tendre figure sur la liste des films éligibles au National Film Registry de la bibliothèque du Congrès.